# Paul Otto Pfleiderer
Paul Otto Pfleiderer (* 15. Februar 1880; † 1. September 1960) war ein deutscher Unternehmer.

## Werdegang
Pfleiderer kam als Sohn des Holzhändlers Gustav Adolf Pfleiderer (1845–1896) zur Welt. Sein Vater hatte 1894 in Heilbronn die G.A. Pfleiderer Langholzhandlung (GAP) gegründet, in die Paul Otto 1898 eintrat. Nach dem frühen Tod des Vaters übernahmen Paul Otto und sein älterer Bruder Adolf Pfleiderer (1877–1957) die Leitung des Unternehmens.
1907 heiratete er in Toronto Gladys Ball. 1912 wurde der Sohn Herbert Pfleiderer geboren.
Nach dem Ersten Weltkrieg verlagerten die Brüder Pfleiderer das Geschäftsfeld hin zur industriellen Erzeugung von Holzprodukten. Sie erweiterten das Unternehmen um ein Sägewerk in Neumarkt in der Oberpfalz, eine Papierfabrik in Teisnach und ein Dampfsägewerk in Großpertholz. Nach der Zerstörung des Zentrallagers und der starken Beschädigung des Privathauses von Paul Otto Pfleiderer durch die Bombenangriffe am 4. Dezember 1944 wurde auch das Zentralbüro von Heilbronn nach Neumarkt verlegt, wo das Unternehmen schon seit 1931 seinen Sitz hatte. 
In den Jahren nach Ende des Zweiten Weltkriegs ließ Pfleiderer neben dem Wiederaufbau des Betriebs 40 Wohnungen für die bei ihm beschäftigten Arbeiter errichten und stellte dem Caritasverband erhebliche Mittel zum Bau von Wohnungen zur Verfügung. Auch den Wiederaufbau von Kirchen unterstützte er finanziell. 1949 übergab er die Unternehmensleitung an seinen Sohn Herbert und zog sich an seinen Heimatort Heilbronn zurück, wo er 10.000 DM für das städtische Altenheim stiftete.

## Ehrungen
- 1949: Ehrenbürger von Neumarkt i.d.OPf.
- 1956: Verdienstkreuz 1. Klasse der Bundesrepublik Deutschland